# Бурково (Пермский край)
Бурково — деревня в Юсьвинском муниципальном округе Пермского края России.

## Географическое положение
Деревня расположена в западной части Юсьвинского муниципального округа на расстоянии примерно 4 километров на юг по прямой от села Юсьва.

## История
Деревня известна с 1795 года как починок Бурков. Основана выходцами из деревень Загарья и Кочашерка (Чернова). Альтернативное название — деревня Умрина. В советский период истории в деревне были 2 фермы и начальная школа. Население не превышало тогда 230 человек. До 2020 года деревня входила в состав Юсьвинского сельского поселения Юсьвинского района.

## Климат
Климат умеренно-континентальный. Средняя температура июля +17,7°С, января −15,8°С. Среднегодовое количество осадков составляет 664 мм, причем максимальное суточное количество достигает 68 мм, наибольшая высота снежного покрова 66-93 см. Средняя температура зимой (январь)- 15,8°С (абсолютный минимум — 53°С), летом (июль)+ 17,7 °С (абсолютный максимум + 38°С). Заморозки в воздухе заканчиваются в III декаде мая, но в отдельные годы заморозки отмечаются в конце апреля или начале июня. Осенние заморозки наступают в первой-начале второй декаде сентября. Средняя продолжительность безморозного периода 100 дней.

## Население
| 2010 |
| ---- |
| 2    |